# Neopleurotomoides callembyron
Neopleurotomoides callembyron är en snäckart som först beskrevs av Philippe Dautzenberg och Fischer 1896.  Neopleurotomoides callembyron ingår i släktet Neopleurotomoides och familjen Turridae. Inga underarter finns listade i Catalogue of Life.